# Lijst van afleveringen van SpongeBob SquarePants (seizoen 13)
Dit is een lijst van afleveringen van seizoen 13 van SpongeBob SquarePants. Dit seizoen telt 26 afleveringen. De eerste aflevering van dit seizoen werd op 22 oktober 2020 in de Verenigde Staten uitgezonden.
| Aflevering (seizoen) | Aflevering (serie) | Titel | Eerste uitzenddatum              | Eerste uitzenddatum               |
| -------------------- | ------------------ | --- | -------------------------------- | --------------------------------- |
| 1                    | 268                | A Place for Pets (Beestachtige klandizie) Lockdown for Love (Liefde achter slot en grendel) | 22 oktober 2020                  | 24 mei 2021 25 mei 2021           |
| 2                    | 269                | Under the Small Top (Circus in je pels) Squidward's Sick Daze (Octo meldt zich ziek) | 16 april 2021                    | 27 mei 2021 26 mei 2021           |
| 3                    | 270                | Goofy Scoopers (De pinda scheppers) Pat the Dog (Pat de keffer) | 25 februari 2022 9 juli 2021     | TBA                               |
| 4                    | 271                | Something Narwhal This Way Comes (De komst van de narwal) C.H.U.M.S. (S.M.E.C.) | 19 november 2021                 | 21 december 2021                  |
| 5                    | 272                | SpongeBob's Road to Christmas (Op weg naar Kerstmis) | 10 december 2021                 | 17 december 2022                  |
| 6                    | 273                | Potato Puff (Pieper Puff) There Will Be Grease (Een vette boel) - In deze aflevering werd de stem van Sandy ingesproken door Nicoline Pouwer-van Doorn, in plaats van door haar vaste stemactrice, Lottie Hellingman, reden is onbekend. | 22 april 2022 29 april 2022      | 16 november 2022                  |
| 7                    | 274                | The Big Bad Bubble Bass (De grote boze Bubbelbas) Sea-Man Sponge Haters Club (De SpongeBob is prut club) | 6 mei 2022                       | 17 november 2022                  |
| 8                    | 275                | Food PBFFT! Truck (Zoek de klant) Upturn Girls (Opdreef bij Opdraai) | 13 mei 2022                      | 18 november 2022 21 november 2022 |
| 9                    | 276                | Say Awww! (Te schattig!) Patrick the Mailman (Postbode Patrick) | 20 mei 2022                      | 22 november 2022 23 november 2022 |
| 10                   | 277                | Captain Pipsqueak (Kapitein Ukkepuk) Plane to Sea (Vliegtuig naar zee) | 22 juli 2022                     | 24 november 2022 25 november 2022 |
| 11                   | 278                | Squidferatu (Welterusten, Nosferatu) Slappy Daze (Beterschap, Nosferatu) | 14 oktober 2022                  | 14 april 2023                     |
| 12                   | 279                | Welcome to Binary Bottom (Welkom in BinarBroek) You're Going to Pay... Phone (Ik heb 't op jou gemunt… telefoon) - Laatste aflevering van Jan Nonhof als de stem van Octo. A Skin Wrinkle in Time                                        | 13 januari 2023                  | TBA                               |
| 13                   | 280                | Abandon Twits (In het bootje genomen) - Eerste aflevering van Louis van Beek als de stem van Octo. Wallhalla (Muurkruiper) | 20 januari 2023                  | TBA                               |
| 14                   | 281                | The Salty Sponge (De zilte spons) Karen for Spot (Karen en Spot) | 27 januari 2023 3 februari 2023  | TBA                               |
| 15                   | 282                | Arbor Day Disarray (Je kunt me de boom in) Ain't That the Tooth (Met je mond vol tandjes) | 27 juni 2023 28 juni 2023        | TBA                               |
| 16                   | 283                | Ma and Pa's Big Hurrah (Uit je plaat met pa en ma) Yellow Pavement (Volg de strepen) | 10 maart 2023 17 maart 2023      | TBA                               |
| 17                   | 284                | The Flower Plot (De bloempot) SpongeBob's on Parade (SpongeBob in optocht) | 24 maart 2023 31 maart 2023      | TBA                               |
| 18                   | 285                | Delivery to Monster Island (Bezorging op het Monster Eiland) Ride Patrick Ride (Fiets Patrick fiets) | 7 april 2023 19 juni 2023        | TBA                               |
| 19                   | 286                | Hot Crossed Nuts (Geweldige noten) Sir Urchin and Snail Fail (Zee Egel en Slak Hak) | 20 juni 2023 12 juni 2023        | TBA                               |
| 20                   | 287                | Friendiversary (Het vriendschappileum) Mandatory Music (Verplichte muziek) | 22 juni 2023 26 juni 2023        | TBA                               |
| 21                   | 288                | Dopey Dick (Dommie Dick) Plankton and the Beanstalk (Plankton en de Bonenstaak) | 29 juni 2023 17 juli 2023        | TBA                               |
| 22                   | 289                | My Friend Patty (Mijn vriend: Burger) FUN-Believable (Ongelofe-lollig) | 18 juli 2023 19 juli 2023        | TBA                               |
| 23                   | 290                | Spatula of the Heavens (De spatel-queeste) Gary's Playhouse (Gerrit's speelhuisje) | 20 juli 2023 7 augustus 2023     | TBA                               |
| 24                   | 291                | Swimming Fools (Zwemdwazen) The Goobfather (De Pelvader) | 8 augustus 2023 9 augustus 2023  | TBA                               |
| 25                   | 292                | SquidBird (De oesters) Allergy Attack (Allergie-aanval) | 10 augustus 2023 30 oktober 2023 | TBA                               |
| 26                   | 293                | Big Top Flop (Circus sabotage) Sandy, Help Us (Sandy, help ons!)! | 31 oktober 2023 1 november 2023  | TBA                               |